# Willy Fascher
Hermann August Otto Wilhelm „Willy“ Fascher (* 5. Mai 1912 in Hannover; † 14. Dezember 1989 in Hannover) war ein deutscher Fechter und Teilnehmer an den Olympischen Spielen 1952 in Helsinki. Er focht beim Turn-Klubb zu Hannover.
Bei den Olympischen Spielen 1952 in Helsinki nahm Fascher im Säbeleinzel sowie mit der Säbel- und Florettmannschaft teil. Mit beiden Teams schied Fascher in der zweiten Runde aus, wobei er mit dem Florett durch seinen Vereinskameraden Siegfried Rossner ausgewechselt wurde, da das Turnier nicht gut für ihn lief. Auch im Einzel schied er in der Viertelfinalrunde als letzter seiner Runde aus.
1953 und 1954 wurde Fascher Deutscher Vizemeister im Säbeleinzel, 1955 dritter im Floretteinzel. 1951 und 1952 gewann der TK Hannover die Deutsche Mannschaftsmeisterschaft im Säbel, die genauen Mannschaftsaufstellungen sind aber nicht bekannt. Als Mitglied der Fechtabteilung des TK Hannovers wurde ihm 1956 das Silberne Lorbeerblatt verliehen. Um 1958 war Fascher Sportwart des Deutschen Fechter-Bundes.
Fascher war beruflich Direktor der Stadtsparkasse Hannover. In dieser Eigenschaft vergab er ungedeckte Kredite in Millionenhöhe und wirtschaftete in die eigene Tasche. Wegen dieser als „Fascher-Affäre“ bekannt gewordenen Affäre wurde er 1977 verhaftet und 1983 verurteilt.